# Waqrapukara
Huacrapucará (en quechua, Waqrapukara, de waqra, 'cuerno' y pukara, 'fortaleza'; 'fortaleza en forma de cuerno') es un conjunto arqueológico incaico ubicado en la comunidad campesina de Huayqui, anexo de Percca en el distrito de Acos, ubicado en la provincia de Acomayo en el departamento del Cuzco. Se halla cerca del río Apurímac a 4 300 m s. n. m. Fue construida por los canchis y luego conquistada por los incas. Fue declara en julio del año 2017 como Patrimonio Cultural de la Nación por el Ministerio de Cultura. La edificación se trataría de un santuario inca. El edificio está situado sobre andenes, plazas y un bosque de piedra.